# Leif Erickson
Leif Erickson (27 de outubro de 1911 – 29 de janeiro de 1986) foi um ator americano. Atuou no seriado "The High Chaparral", no papel de "Big" John Cannon. Também trabalhou ao lado de Elvis Presley em Rostabout. Antes de se tornar ator, foi da Marinha e era o responsável pelas filmagens que a Marinha fazia durante a Segunda Grande Guerra, da qual participou como soldado.
Leif Ericson morreu de câncer em 29 de janeiro de 1986, aos 74 anos, no Hospital Baptista, em Pensacola, Flórida, Estados Unidos.